# یشیل‌اورن (مرزیفون)
یشیل‌اورن (به ترکی استانبولی: Yeşilören) یک منطقهٔ مسکونی در ترکیه است که در مرزیفون واقع شده‌است.